# 패밀리 (드라마)
《패밀리》는 2023년 4월 17일부터 2023년 5월 23일까지 방송되었던 tvN 월화 드라마였다.

## 기획 의도
평범한 직장인으로 신분을 위장한 국정원 블랙 요원 남편과 완벽한 가족을 꿈꾸는 달콤살벌한 아내의 아슬아슬한 가족 사수 첩보 코미디

## 제작진

### 제작사
- 스튜디오드래곤
- imtv

### 극본
- 정유선 : OCN 《그남자 오수》(집필) 집필

### 연출
- 장정도 : SBS 수목 드라마 《괜찮아, 사랑이야》(책임 프로듀서), tvN 금토 드라마 《디어 마이 프렌즈》(책임 프로듀서), SBS 수목 드라마 《푸른 바다의 전설》(책임 프로듀서), tvN 월화 드라마 《이번 생은 처음이라》(책임 프로듀서), tvN 특집 드라마 《세상에서 가장 아름다운 이별》(책임 프로듀서), tvN 드라마 스테이지 《직립 보행의 역사》(연출), tvN 토일 드라마 《화유기》(책임 프로듀서), tvN 토일 드라마 《라이브》(책임 프로듀서), tvN 수목 드라마 《김비서가 왜 그럴까》(책임 프로듀서), OLIVE 《은주의 방》(공동 연출), tvN 월화 드라마 《왕이 된 남자》(책임 프로듀서), tvN 수목 드라마 《진심이 닿다》(책임 프로듀서), OCN 《미스터 기간제》(책임 프로듀서), tvN 월화 드라마 《방법》(책임 프로듀서), tvN 특집 드라마 《외출》(연출), tvN 수목 드라마 《오 마이 베이비》(책임 프로듀서), OCN 《미씽: 그들이 있었다》(책임 프로듀서), tvN 수목 드라마 《여신강림》(책임 프로듀서), tvN 월화 드라마 《어느 날 우리 집 현관으로 멸망이 들어왔다》(책임 프로듀서), tvN 토일 드라마 《악마판사》(책임 프로듀서), TVING 《돼지의 왕》(책임 프로듀서), tvN 토일 드라마 《우리들의 블루스》(책임 프로듀서), TVING 《괴이》(책임 프로듀서), tvN 월화 드라마 《링크:먹고 사랑하라, 죽이게》(책임 프로듀서), tvN 토일 드라마 《환혼》(책임 프로듀서), tvN 월화 드라마 《멘탈코치 제갈길》(책임 프로듀서), tvN 금토 드라마 《블라인드》(책임 프로듀서), DISNEY PLUS 《커넥트》(책임 프로듀서), tvN 토일 드라마 《환혼 빛과 그림자》(책임 프로듀서), TVING 《방과 후 전쟁활동》(책임 프로듀서) 연출
- 이정묵 : SBS 수목 드라마 《괜찮아, 사랑이야》(책임 프로듀서), tvN 금토 드라마 《하트 투 하트》(책임 프로듀서), KBS 2TV 월화 드라마 《너를 기억해》(책임 프로듀서), tvN 금토 드라마 《디어 마이 프렌즈》(책임 프로듀서), SBS 수목 드라마 《푸른 바다의 전설》(책임 프로듀서), tvN 토일 드라마 《라이브》(책임 프로듀서), tvN 월화 드라마 《왕이 된 남자》(책임 프로듀서), tvN 월화 드라마 《방법》(책임 프로듀서), tvN 토일 드라마 《우리들의 블루스》(책임 프로듀서), TVING 《괴이》(책임 프로듀서) 연출

## 등장인물

### 주요 인물
- 장혁 : 권도훈 (43세) 역 - 무역상사 우수 과장으로 위장한 국정원 블랙요원

도훈이는 확실히 섹시하다, 특정 세대에만 먹히는 게 아니라 전 세대를 아우르는 섹시함이 있다. 여자들한테만 먹히는 게 아니라 남자들한테도 통한다. 게다가 24시간 방금 하품한 듯 촉촉한 눈망울은 씩 웃으면 아이 특유의 개구지면서도 순수한 눈빛으로까지 변양이 가능하다. 으른미와 애새끼미가 공존하는 그 어려운 걸 우리 도훈이는 해낸다. 마흔셋인데. 여덟 살짜리 딸도 있는 애 아빠가 필요 이상으로 매력적이다. 와이프도 예쁘다. 하나 있는 딸은 눈에 넣어도 안 아플 만큼 사랑스럽다. 돈도 잘 번다. 잘 번 돈으로 잘~먹고 잘~산다. 이보다 더 완벽한 40대 중산층이 있을까 싶다. 이 정도면 완벽한 사기캐다. 그런데 그 사기캐가 그 사기캐가 아니라 정말 사기를 치고 있어서 문제지만...
도훈의 진짜 직업은 국가정보원의 블랙 요원. 그 블랙 요원 안에서도 특별히 선별된 비밀 요원인 NOCsa(Non-official cover Secret Agent)다. 현재 대한민국은 일반적인 법망으로 처리할 수 없는 하이그레이드 범죄자가 한 해에만 700명이 넘게 나오고 있다. 이들로 피해 입은 시민은 그 1000배에 달하는 70만 명이 넘는다. 매해 제주도 시민의 숫자와 같은 피해자가 발생하는 것이다. NOCsa는 이러한 악인들을 처리하여 국가 혼란을 막는 역할을 하고 있다. 그렇기에 도훈은 자신의 일에 자부심이 있다.
최근 동료 재열과 민간인 마킹 임무를 맡다가 재열이 총상을 입었다. 총알이 조금만 엇나갔으면 죽었을 것이다. 그런데 재열에게 총을 쏜 자를 추적하다 보니 어느 집단과 연관이 있다. 그 집단의 실체에 가까워질수록 예상치 못한 상황과 맞닥뜨리게 되는데...
- 장나라 : 강유라 (37세) 역 - 평범하면서도 완벽한 가족을 꿈꾸는 달콤살벌한 아내

유라는 도훈의 가족들이 좋았다, 함께 할 때가 가장 행복하다는 걸 아는 사람들이었다. 도훈의 가족들은 지속가능한 낙원과도 같은 존재였다. 유라는 이 가족을 지키기 위해 노력했다. 그 어떤 것보다 가족이 우선이었다. 그래서 점점 도훈에게 불만이 쌓여갔다. 무역 상사로 밤낮없이 일하는 남편이 안쓰러우면서도 일 때문에 가족에 소홀해지는 게 싫었다. 자신의 생일이나 결혼기념일 같은 건 안 챙겨도 크게 서운하지 않았다. 그런데 도훈은 출장 가느라 어머님의 임종도 지키지 못했다. 딸 민서가 태어날 때도 없었고 처음 아빠라는 말을 뱉을 때도 도훈은 없었다. 웅수가 다리 수술을 할 때도 바빴고 남동생의 결혼식도 늦었다. 더는 두고 볼 수가 없어 여차하면 무역 일을 그만두게 할 생각까지 하고 있었다. 남들은 남편이 돈만 잘 벌어다 주면 됐지 배부른 소리한다고 하겠지만 유라는 가족이 가장 중요했다. 지금 누리는 이 완벽한 행복을 계속 유지하고 싶었다.
그런데 어느 날 자신의 집으로 찾아온 누군가 때문에 유라의 행복에 균열이 가기 시작한다. 선택의 기로에 선 유라. 자신의 선택이 어떤 결과를 초래할지 알지만 고민할 것도 없이 가족을 지키는 길을 선택하게 되는데...
- 채정안 : 오천련 (43세) / 윈드 역 - 도훈의 사수이자 프로페셔널한 국정원 공작관

리더쉽이 뛰어나고 위기 상황 해결 능력이 높아 현장보다는 컨트롤 타워를 역할을 많이 한다. 남들이 볼 땐 화려한 솔로 라이프를 즐기는 것처럼 보이지만 사실은 되게 외로운 여자. 혼자라는 것이 이골이 날 정도로 익숙하지만 미치게 사람이 고플 때가 있다. 그럴 때마다 당시 사귀는 애인들한테 프로포즈 해 결혼했지만 뿌리 깊은 갈증은 해소되지 않고 이혼 도장만 세 번 찍었다. 투자 대비 효율성이 너무 떨어져 현재는 우발적 결혼 습관은 고친 상태.
직업상 주변엔 온통 이혼한 동료 선배들 뿐인데 충실히 가정을 지키는 도훈을 보며 부럽기도 대견스럽기도 하다. 도훈이 만큼은 끝까지 가족을 지키길 바라는 마음에 알게 모르게 많이 도와준다.
- 김남희 : 조태구 (39세) 역 - 도훈 유라 가족을 찾아온 수상한 불청객

자신을 증명하는 일과 순간의 쾌락 앞에서는 한없이 충동적인 인물로, 과거 자신에게 한줄기 빛 같았던 특별한 존재 유라의 삶을 흔들기 위해 찾아온다.

### 도훈의 식구들
- 이순재 : 권웅수 (80세) 역 - 도훈의 아버지

단순하고 좋고 싫은 거 분명한 성격이다, 나이 들수록 가족이 최고다. 특히 첫째 며느리 유라. 결혼 전에 처음 인사 왔을 때도 요즘 애들 같지 않게 진중하고 사려 깊은 게 훤히 보여 맘에 들었었다. 살아갈수록 진국이다. 작년 수술했을 때 가족들한테는 센척했었지만 참 무서웠었다. 베드에 누워 수술실까지 미끄러져 가는데 마취에서 안 깨어나고 죽으면 어쩌지 얼마나 떨렸는지. 그때 수술실 앞까지 쫓아온 유라 때문에 두려움이 싹 가셨었다.
아버님 수술 잘못되면 저 따라가요. 그냥 한 말이 아니었다. 눈에서 진심을 봤다. 시아버지 무릎 수술하는데 어느 며느리가 저럴까. 유라 때문에 가족이 더 단단해졌다. 가족 때문에 얼마 안 남은 인생이 아깝다.
- 신수아 : 권민서 (8세) 역 - 도훈과 유라의 여덟 살 딸

애 앞에서는 물도 못 마신다의 표본으로 세상에 이런 일이 같은 프로그램에 나오는 기상천외한 사람들의 해괴망측한 것들을 꼭 따라 해봐야 직성이 풀린다. 그러다 팔 부러지고 머리통 빵구 나서 꿰매고... 멘탈 약한 부모였으면 벌써 우울증 걸렸을텐데 그나마 도훈과 유라라 감당한다. 요즘 꽂힌 건 같은 반 보석이라는 남자아이. 고백 후 대답을 안 해주자 초 단위로 사랑을 닦달한다. 오냐오냐 키운 것도 아닌데 참 신기하다. 어쩜 저렇게 매사 자신감이 넘치는지. 언제였더라 대한민국 여덟 살 중에 자신이 가장 예쁘다고 해서 삼촌 지훈이 물었었다. 무슨 자신감이니?
민서의 답은 심플했다. 우리 가족 다 그렇게 생각하잖아. 백그라운드에 가족이 든든하게 지키고 있다는 믿음에 세상에 두려울 게 없는 아이다.
- 김강민 : 권지훈 (28세) 역 - 도훈의 동생. 미림의 남편

작년에 클럽에서 미림을 만난 후 속도위반으로 결혼을 했다, 그동안 집안의 막내로 그저 조카랑 놀며 애교로 먹고사는 품 안의 자식인 입장에서 감히 한 아이의 보호자가 된다는 건 정말이지 가당치도 않은 얘기다. 미칠 노릇이다. 게다가, 아이를 가진 여자가 알고 지낸 지 갓 세 달도 안 된 여자라니. 평생 같이 산 가족들과도 맨날 투닥거리는데, 잘 알지도 못하는 여자와 평생 같이 살아야 한다니...
어려운 일이 생길 때마다 지훈은 가족의 도움을 받으며 살았다. 그런데 이 문제는 아무도 해결해 줄 수 없다. 조금은 늦었지만 한 가정의 가장이 되어가는 법을 배우기 시작한다. 녹록치 않지만 가족들이 있기에 해볼만 하다.
- 윤상정 : 이미림 (26세) 역 - 대학 졸업 후 임용고시 3년 낙방. 지훈의 아내

외중 외고 대학까지 모두 한큐에 갔던 미림에게는 낯선 시련이었다, 구겨진 자존심에 괴로운 어느 날 친구들과 한껏 꾸미고 클럽 가서 신나게 놀았다. 기왕 하룻밤 노는데, 제일 잘생기고 키 큰 놈하고 놀자 싶어 고른 게 지훈이었다. 딱 하루만... 딱 하룻밤만 진탕 마시며 뜨겁게 놀고 다음 날부터 심기일전해서 열공 할 생각이었다. 그런데 정신 차려 보니 그 남자와 결혼까지 하게 됐다.
툭하면 큰집 식구들 들이닥치고, 툭하면 가족 행사 있고, 사생활이 1도 없는 지훈의 가족이 자신이 살아온 환경과 너무 달라 낯설지만 점점 미림도 이 집의 가족이 되어간다.

### 도훈의 회사 식구
- 이주원 : 임재열 (43세) 역 - 도훈의 동료이자 친구

도훈과 같은 블랙 요원이다, UDT 부사관으로 지원해 당시 누구보다 열심히 뛰어나게 군 생활을 마쳤고 이를 계기로 국정원 블랙 요원이 된다. 도훈과 입사 동기로 뛰어난 신체 능력, 순발력, 임기응변을 가졌으나 교육생 시절 번번이 도훈에게 밀린 만년 2등이다. 지기 싫어하는 성격이라 도훈에게 라이벌 의식을 느끼긴 하지만 자신의 역량을 더 키울 수 있는 좋은 자극제로 생각한다. 회사 후배 윤채리와 결혼하였으나 결혼 2년 차에 이혼했다.
- 이채영 : 윤채리 (36세) 역 - 임재열의 전처

뛰어난 외국어 실력을 기반으로 정보 수집 첩보 업무에서 준수한 활약을 펼친다. 당시 함께 첩보 활동을 하던 재열과 눈이 맞아 결혼하지만 둘은 처음부터 끝까지 정반대 타입. 축구 말고는 맞는 게 단 하나도 없어 매일 싸웠다. 싸움의 수위도 매우 높아 미스터 & 미세스 스미스는 저리 가라. 격렬하게 사랑하고 격렬하게 이혼했다. 재열을 피해 외국 지사로 발령 요청해 해외에 거주한 지 5년째. 오 부장의 호출로 귀국해 재열과 다시 얽히게 된다.
- 가비 : 마영지 (29세) 역 - 도훈의 팀 브레인, 과학고, 카이스트 수리과학을 전공한 수학 천재.

도훈, 오 부장, 재열과는 다르게 제대로 시험 보고 뽑힌 정식 공무원이다. 함께 입사한 동기들은 킹스맨을 감명 깊게 봤다든가 제임스 본드가 될 줄 알았다고들 하는데 영지는 그런 언더커버에 대한 동경이 없다.
현장에 왜 나가? 무섭게... 지금 자신의 위치에 무척 만족하며 산다. 영지의 소확행은 점심 메뉴 뭐 고를까 고민하는 시간과 새로운 맛집을 탐방하는 주말.

### 그 외 인물
- 미상 : 도훈의 집을 찾은 배달원 역
- 브루노 브루니 주니어 : 토머스 울프 / 도미닉 역
- 박정학 : 칼리 영(영인욱) / 키다리 역
- 최영준 : 모태일 / 무사 역
- 장용철 : 김광석 / 두더지 역
- 미상 : 화차 역
- 미상 : 경진 역
- 이상준 : 송 선생 역
- 정민준 : 김보석 역
- 최재섭 : 배영대 역
- 미상 : 권유라의 양부모 역

### 특별출연
- 차태현 : 차 씨 역
- 손숙 : 김신애 역
- 임예진 : 박분순 여사 역
- 차은우 : 차은우 역
- 이미숙 : 마연림 / 나비 역 (젊은 시절 : 김혜나)
- 추성훈 : 구인보 / 와타나베 스즈키 역
- 박지환 : 강오탁 / 총알 역
- 이주명 : 쉐도우 역
- 차인표 : 이정묵 국정원 국장 역

## 시청률
최저 시청률과 최고 시청률은 시청률 조사회사와 지역별로 시청률에 차이가 있을 수 있습니다.
| 2023년 | 2023년   | 2023년         | 2023년       | 2023년 |
| 회차   | 방송일   | AGB 시청률     | AGB 시청률   |        |
| 회차   | 방송일   | 대한민국(전국) | 서울(수도권) |        |
| ------ | -------- | -------------- | ------------ | ------ |
| 제1회  | 4월 17일 | 4.875%         | 5.786%       |        |
| 제2회  | 4월 18일 | 4.151%         | 4.537%       |        |
| 제3회  | 4월 24일 | 3.719%         | 4.392%       |        |
| 제4회  | 4월 25일 | 2.971%         | 3.031%       |        |
| 제5회  | 5월 1일  | 2.884%         | 3.203%       |        |
| 제6회  | 5월 2일  | 3.085%         | 3.511%       |        |
| 제7회  | 5월 8일  | 3.006%         | 3.372%       |        |
| 제8회  | 5월 9일  | 2.940%         | 3.195%       |        |
| 제9회  | 5월 15일 | 3.059%         | 3.557%       |        |
| 제10회 | 5월 16일 | 3.076%         | 3.717%       |        |
| 제11회 | 5월 22일 | 2.888%         | 2.949%       |        |
| 제12회 | 5월 23일 | 3.236%         | 3.447%       |        |

## 같이 보기
- 대한민국의 텔레비전 드라마 목록 (ㅍ)
- 2023년 대한민국의 텔레비전 드라마 목록

## 참고 사항
- 장나라, 장혁은 SBS 수목 드라마 《명랑소녀 성공기》, MBC 수목 드라마 《운명처럼 널 사랑해》, MBC 드라마 페스티벌 《오래된 안녕》 이후 네 번째로 재회하여 캐스팅 되었다.
- 장혁, 이순재는 MBC 주말 특별 기획 드라마 《돈꽃》 이후 6년 만에 재회하여 캐스팅 되었다.